# 커크우드 간극

4개의 주요한 커크우드 간극을 나타낸 히스토그램

커크우드 간극(Kirkwood gap)은 소행성대에서 궤도장반경이나 공전주기를 기준으로 나타내볼때 그 분포가 매우 줄어드는 지점을 가리킨다. 이 지점은 목성과 정수비로 궤도 공명을 이루는 곳에 있다.
예를 들어 궤도장반경 2.50AU 3.95년을 주기로 하는 소행성은 매우 적은데 목성 공전주기의 1/3인 지점이다. 다니엘 커크우드가 처음 언급했다.
커크우드 간극은 이런 소행성이 아주 없음을 의미하지는 않는데 알린다군과 그리콰군처럼 궤도이심률이 큰 소행성은 이런 곳에서도 찾을 수 있다.
가장 두드러진 간극은 아래와 같다.
- 2.06 AU (4:1 공명)
- 2.5 AU (3:1 공명), 알린다군이 위치
- 2.82 AU (5:2 공명)
- 2.95 AU (7:3 공명)
- 3.27 AU (2:1 공명), 1362 그리콰를 비롯한 그리콰군이 위치

## 같이 보기
- 궤도 공명